# Alicja Sielska
Alicja Sielska (12 luglio 2003) è un'ostacolista polacca.

## Biografia
Dopo aver vinto nove titoli di campionessa polacca nelle categorie giovanili dagli under 18 agli under 23, nel 2025 veste la maglia della Polonia ai campionati europei di atletica leggera indoor di Apeldoorn, dove conclude la gara dei 60 metri ostacoli con il tempo di 8"12 nelle batterie di qualificazione, tempo non sufficiente per accedere alle semifinali.
Sempre nel 2025 prende parte ai campionati europei under 23 di Bergen, dove conquista la medaglia d'oro nei 100 metri ostacoli con il tempo di 12"91.

## Progressione

### 60 metri piani
| Stagione | Tempo   | Luogo    | Data      | Rank. Mond. |
| -------- | ------- | -------- | --------- | ----------- |
| 2025     | 7"49(i) | Inowłódz | 25-1-2025 |             |
| 2024     | 7"66(i) | Rzeszów  | 20-1-2024 |             |
| 2022     | 8"03(i) | Varsavia | 16-1-2022 |             |
| 2021     | 7"78(i) | Inowłódz | 6-2-2021  |             |

### 100 metri piani
| Stagione | Tempo            | Luogo        | Data      | Rank. Mond. |
| -------- | ---------------- | ------------ | --------- | ----------- |
| 2024     | 11"76 (+0,4 m/s) | Bydgoszcz    | 20-6-2024 |             |
| 2023     | 12"44 (+1,6 m/s) | Stalowa Wola | 27-5-2023 |             |
| 2021     | 12"26 (+1,8 m/s) | Lublino      | 23-5-2021 |             |
| 2020     | 12"73 (+0,4 m/s) | Lublino      | 6-9-2020  |             |
| 2019     | 13"20 (0,0 m/s)  | Czestochowa  | 17-8-2019 |             |
| 2018     | 12"75 (+0,5 m/s) | Cracovia     | 10-6-2018 |             |

### 200 metri piani
| Stagione | Tempo            | Luogo     | Data      | Rank. Mond. |
| -------- | ---------------- | --------- | --------- | ----------- |
| 2025     | 23"46 (+0,1 m/s) | Cracovia  | 5-7-2025  |             |
| 2024     | 23"93 (+1,3 m/s) | Białystok | 26-5-2024 |             |
| 2021     | 25"18 (+0,6 m/s) | Słubice   | 6-6-2021  |             |
| 2019     | 26"28 (+1,3 m/s) | Poznan    | 10-7-2019 |             |

### 200 metri piani pista corta
| Stagione | Tempo    | Luogo   | Data      | Rank. Mond. |
| -------- | -------- | ------- | --------- | ----------- |
| 2025     | 24"12(i) | Toruń   | 23-2-2025 |             |
| 2024     | 24"37(i) | Rzeszów | 13-1-2024 |             |

### 60 metri ostacoli
| Stagione | Tempo   | Luogo    | Data      | Rank. Mond. |
| -------- | ------- | -------- | --------- | ----------- |
| 2025     | 8"03(i) | Łódź     | 8-2-2025  |             |
| 2025     | 8"03(i) | Łódź     | 8-2-2025  |             |
| 2024     | 8"27(i) | Łódź     | 27-1-2024 |             |
| 2023     | 8"46(i) | Inowłódz | 28-1-2023 |             |
| 2022     | 8"46(i) | Rzeszów  | 13-2-2022 |             |
| 2021     | 8"54(i) | Toruń    | 14-2-2021 |             |

### 100 metri ostacoli
| Stagione | Tempo            | Luogo               | Data      | Rank. Mond. |
| -------- | ---------------- | ------------------- | --------- | ----------- |
| 2025     | 12"86 (-1,4 m/s) | Gorzów Wielkopolski | 8-6-2025  |             |
| 2024     | 13"07 (+0,5 m/s) | Bydgoszcz           | 28-6-2024 |             |
| 2024     | 13"07 (-0,1 m/s) | Poznan              | 23-6-2024 |             |
| 2024     | 13"07 (+1,8 m/s) | Cracovia            | 12-5-2024 |             |
| 2023     | 13"85 (+0,7 m/s) | Cracovia            | 22-7-2023 |             |
| 2022     | 13"84 (0,0 m/s)  | Maribor             | 16-7-2022 |             |
| 2021     | 14"24 (+0,5 m/s) | Słubice             | 5-6-2021  |             |

## Palmarès
| Anno | Manifestazione               | Sede      | Evento   | Risultato | Prestazione      | Note |
| ---- | ---------------------------- | --------- | -------- | --------- | ---------------- | ---- |
| 2025 | Campionati europei indoor    | Apeldoorn | 60 m hs  | Batteria  | 8"12             |      |
| 2025 | Campionati europei under 23  | Bergen    | 100 m hs | Oro       | 12"91 (-1,7 m/s) |      |
| 2025 | Giochi mondiali universitari | Reno-Ruhr | 100 m hs | Bronzo    | 12"95            |      |

## Campionati nazionali
- 1 volta campionessa polacca under 23 dei 200 metri piani (2025)
- 1 volta campionessa polacca under 23 dei 100 metri ostacoli (2024)
- 1 volta campionessa polacca under 20 dei 100 metri ostacoli (2022)
- 1 volta campionessa polacca under 20 dei 60 metri ostacoli indoor (2022)
- 1 volta campionessa polacca under 20 della staffetta 4×100 metri (2022)
- 1 volta campionessa polacca under 18 dei 100 metri ostacoli (2020)
- 1 volta campionessa polacca under 18 della staffetta 4×100 metri (2020)
- 2 volte campionessa polacca under 18 dei 60 metri ostacoli indoor (2019)

2019
- Oro ai campionati polacchi under 18 indoor - 60 m ostacoli (76,2 cm) - 8"84
- 5ª ai campionati polacchi under 18, eptathlon U18 - 4431 punti

2020
- Oro ai campionati polacchi under 18 indoor - 60 m ostacoli (76,2 cm) - 8"80
- Oro ai campionati polacchi under 18, 100 m ostacoli (76,2 cm) - 13"84 (vento: +1,5 m/s)
- 6ª ai campionati polacchi under 18, salto in lungo - 5,41 m (vento: +1,2 m/s)
- Oro ai campionati polacchi under 18, staffetta 4×100 m - 47"80

2021
- In finale ai campionati polacchi under 20 indoor, 60 m piani - squalificata
- Argento ai campionati polacchi under 20 indoor, 60 m ostacoli - 8"54
- In batteria ai campionati polacchi assoluti indoor, 60 m ostacoli - 8"80

2022
- Oro ai campionati polacchi under 20 indoor, 60 m ostacoli - 8"46
- Oro ai campionati polacchi under 20, 100 m ostacoli - 14"03 (vento: -1,3 m/s)
- Oro ai campionati polacchi under 20, staffetta 4×100 m - 46"30

2023
- In batteria ai campionati polacchi assoluti indoor, 60 m ostacoli - 8"68
- 6ª ai campionati polacchi under 23, 100 m ostacoli - 14"53 (vento: -1,2 m/s)
- In batteria ai campionati polacchi assoluti, 100 m ostacoli - 13"95 (vento: 0,0 m/s)

2024
- 7ª ai campionati polacchi assoluti indoor, 60 m ostacoli - 8"37
- Argento ai campionati polacchi assoluti indoor, staffetta 4×200 m pista corta - 1'39"60
- 4ª ai campionati polacchi assoluti, 100 m ostacoli - 13"07 (vento: +0,5 m/s)
- 4ª ai campionati polacchi assoluti, staffetta 4×100 m - 52"09
- Oro ai campionati polacchi under 23, 100 m ostacoli - 12"75 (vento: +2,6 m/s)
- 4ª ai campionati polacchi under 23, staffetta 4×100 m - 46"34

2025
- In finale ai campionati polacchi assoluti indoor, 60 m ostacoli - squalificata
- In finale ai campionati polacchi assoluti indoor, 200 m piani pista corta - non arrivata
- Oro ai campionati polacchi under 23, 200 m piani - 23"46 (vento: +0,1 m/s)
- In finale ai campionati polacchi under 23, 100 m ostacoli - squalificata